# Augustin Thomas
Augustin Jean Claude Thomas des Essarts (né à Paimpol 21 août 1765 - mort à Saint-Malo 30 mars 1861) maire de Saint-Malo 1808 à 1815.

## Biographie
Fils de Jean Claude Thomas, issu d'une famille d'origine berrichonne et de Françoise Jeanne Gaultier, dame des Essarts, né à Paimpol il s'établit à Saint-Malo encore jeune et y réalise une brillante fortune. Il commence sa carrière dès 1780 chez Louis Blaize de Maisonneuve, il fonde sa propre maison de négociant-armateur en 1796. Président du District pendant le proconsulat de Jean-Baptiste Le Carpentier il tente de modérer ce dernier. Il se lance ensuite dans la course et lance par moins de 28 armements entre l'An V et 1813 jusqu'à devenir sous l'empire le plus grand armateur corsaire de Saint-Malo et l'un des plus riches citoyens de l'Ille-et-Vilaine.
Président de la Chambre de Commerce de Saint-Malo en 1808 il est nommé maire par décret impérial du 15 juin 1808 fait chevalier de la Légion d'Honneur le 20 décembre 1814 par le roi Louis XVIII qui lui accorde des lettres de noblesse il est révoqué de la mairie de Saint-Malo par un décret royal d'avril 1815 et remplacé par son adjoint Louis Thomazeau. Pendant les Cent Jours Il siège à la Chambre de représentants du 12 mai au 13 juillet 1815. Il réussit néanmoins à renouer avec le gouvernement royal sous Louis-Philippe il est fait officier de la légion d'Honneur le 29 avril 1836 et en 1837 il tente vainement d'obtenir la pairie. Il passe enfin les 24 dernières années de sa vie dans la retraite résidant dans sa propriété des Guimerais ou dans son hôtel de la rue Saint-Vincent à Saint-Malo.

## Vie privée
Il avait épousé le 3 février 1790 à Saint-Malo Jeanne Marie Vincent Desmarais (1775-1855) qui lui donne quatre enfants dont Flore Clémentine, épouse de Louis Clement Marie Hovius.

## Sources
- Gilbert Buti, Philippe Hrodej Dictionnaire des corsaires et des pirates éditions du C.N.R.S. 2013.
- « Augustin Thomas », dans Adolphe Robert et Gaston Cougny, Dictionnaire des parlementaires français, Edgar Bourloton, 1889-1891 [détail de l’édition]